# Nemce
Nemce es un municipio del distrito de Banská Bystrica en la región de Banská Bystrica, Eslovaquia, con una población estimada a final del año 2024 de 1153 habitantes.
Se encuentra ubicado en la zona centro-norte de la región, cerca del río Hron —un afluente izquierdo del Danubio— y de la frontera con la región de Žilina.

## Demografía
| Año        | 1994 | 2004    | 2014    | 2024    |
| ---------- | ---- | ------- | ------- | ------- |
| Población  | 1088 | 1107    | 1183    | 1153    |
| Diferencia |      | +1,74 % | +6,86 % | −2,53 % |

| Año        | 2023 | 2024    |
| ---------- | ---- | ------- |
| Población  | 1161 | 1153    |
| Diferencia |      | −0,68 % |